# Parapseudoleptomesochra tridens
Parapseudoleptomesochra tridens är en kräftdjursart som först beskrevs av Bozic 1969.  Parapseudoleptomesochra tridens ingår i släktet Parapseudoleptomesochra och familjen Ameiridae. Inga underarter finns listade i Catalogue of Life.